# Crkvina (Šamac)
Pour les articles homonymes, voir Crkvina.
Crkvina (en serbe cyrillique : Црквина) est un village de Bosnie-Herzégovine. Il est situé dans la municipalité de Šamac et dans la république serbe de Bosnie. Selon les premiers résultats du recensement bosnien de 2013, il compte 1 345 habitants.

## Démographie

### Évolution historique de la population dans la localité
| 1948 | 1953 | 1961  | 1971  | 1981  | 1991  | 2013  |
| ---- | ---- | ----- | ----- | ----- | ----- | ----- |
| -    | -    | 1 618 | 1 640 | 1 607 | 1 704 | 1 345 |

|  |

### Communauté locale
En 1991, Crkvina était composée de deux communautés locales : Donja Crkvina et Gornja Crkvina.
Donja Crkvina comptait 567 habitants, répartis de la manière suivante :
Gornja Crkvina comptait 1 137 habitants, répartis de la manière suivante :